# Іка
Іка (ісп. Ica; кеч. Ika) — місто на півдні Перу, близько 300 км від столиці Ліми на узбережжі Тихого океану. Його населення становить приблизно 260 тисяч жителів. Місто є столицею однойменної провінції та регіону.
16 серпня 2007 року місто зазнало землетрусу силою 8,0 балів, внаслідок якого загинуло кілька сотень мешканців.

## Клімат
Місто знаходиться у зоні, котра характеризується кліматом тропічних пустель. Найтепліший місяць — лютий із середньою температурою 22.1 °C (71.8 °F). Найхолодніший місяць — липень, із середньою температурою 15.8 °С (60.4 °F).
| Клімат Іки              | Клімат Іки | Клімат Іки | Клімат Іки | Клімат Іки | Клімат Іки | Клімат Іки | Клімат Іки | Клімат Іки | Клімат Іки | Клімат Іки | Клімат Іки | Клімат Іки | Клімат Іки |
| Показник                | Січ.       | Лют.       | Бер.       | Квіт.      | Трав.      | Черв.      | Лип.       | Серп.      | Вер.       | Жовт.      | Лист.      | Груд.      | Рік        |
| Середня температура, °C | 21,4       | 22,1       | 21,7       | 20,4       | 18,2       | 16,6       | 15,8       | 15,8       | 16,3       | 17,1       | 18,5       | 20,4       | 18,7       |
| Норма опадів, мм        | 0.5        | 0.5        | 0.5        | 0.4        | 0.5        | 0.5        | 0.6        | 0.6        | 0.5        | 0.4        | 0.4        | 0.4        | 5.8        |
| Днів з опадами          | 3,5        | 5,8        | 2,8        | 1,7        | 1,3        | 0,2        | 0,3        | 1,2        | 2,3        | 2,1        | 1,9        | 2,7        | 25,8       |
| Вологість повітря, %    | 77.7       | 77.1       | 76.7       | 76         | 76.3       | 76.6       | 76.3       | 76.7       | 77.2       | 77.1       | 76.1       | 77         | 76.7       |
| ----------------------- | ---------- | ---------- | ---------- | ---------- | ---------- | ---------- | ---------- | ---------- | ---------- | ---------- | ---------- | ---------- | ---------- |
| Джерело: Weatherbase    |            |            |            |            |            |            |            |            |            |            |            |            |            |

## Пам'ятки
В Іці розташований знаменитий музей, у якому зберігаються численні мумії доколумбійськой епохи, а також музей доктора Кабрера (англ. Dr. Javier Cabrera) який представляє найбільшу колекцію так званих Каменів Іки.
Всього за декілька кілометрів від міста знаходиться оаза Уакачина, зображена на перуанській купюрі 50 соль.